# آموزش توالت رفتن

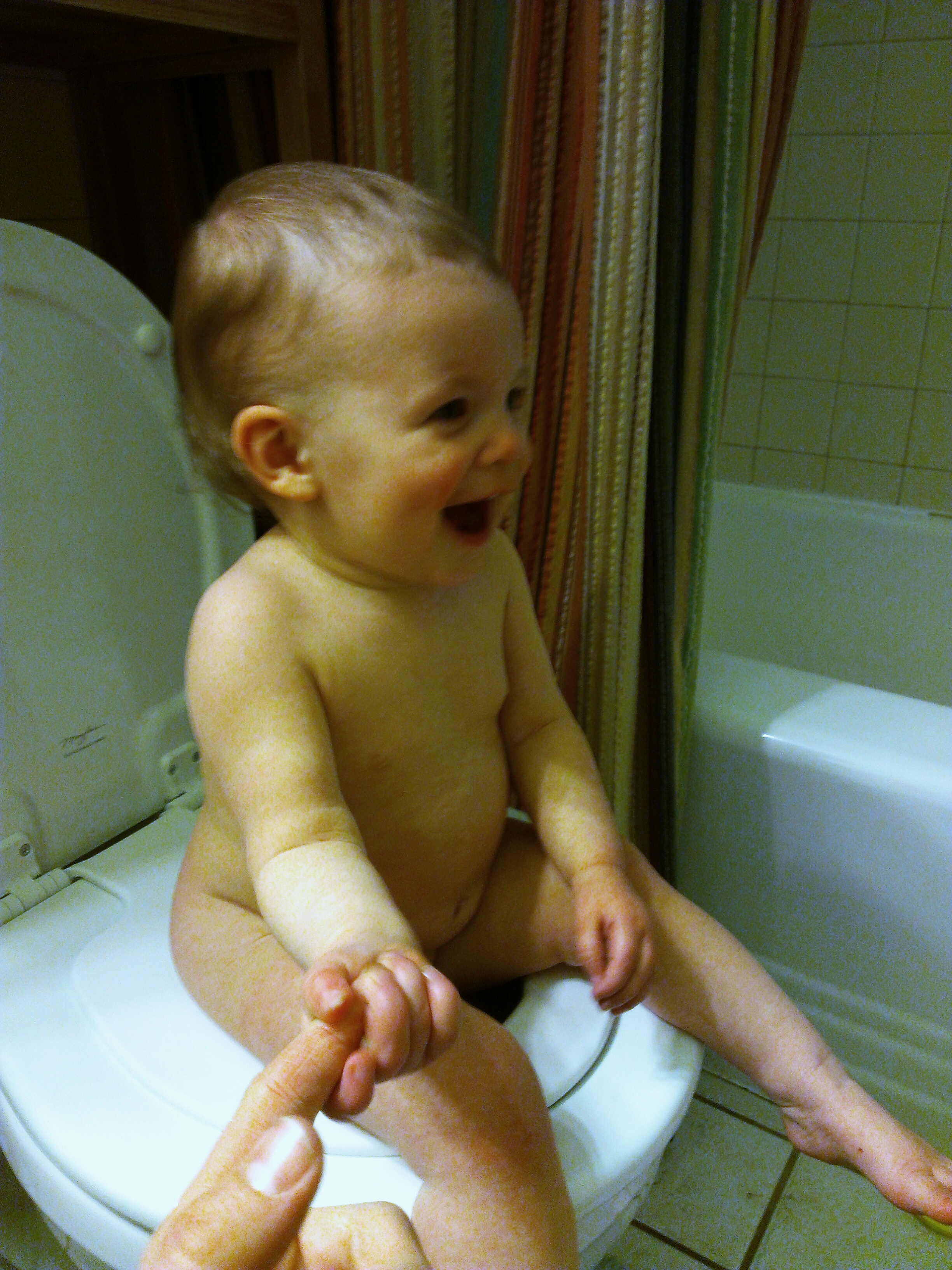
یک کودک نوپا درحالی‌که روی کاسه توالت نشسته است.

آموزش توالت رفتن، فرایند یاددهی چگونگی دفع ادرار و مدفوع به کودک است. کودک در این فرایند احساس نیاز به دفع، چگونگی دفع، و نحوه شستن و پاک کردن خودش را می‌آموزد. سن شروع آموزش بر اساس فرهنگ‌های مختلف، متفاوت است و از ۱۲ ماهگی در بعضی از قبایل آفریقایی تا ۳۶ ماهگی در آمریکا را شامل می‌شود.